# Synagoga w Łodzi (ul. Piotrkowska 46)
Synagoga w Łodzi – prywatny dom modlitwy znajdujący się w Łodzi przy ulicy Piotrkowskiej 46.
Synagoga została zbudowana w latach 1895–1900. Podczas II wojny światowej hitlerowcy zdewastowali synagogę. Obecnie mieści się w niej Centrum Psychologii i Muzykoterapii.
Murowany budynek synagogi wzniesiono na planie prostokąta z poddaszem zwieńczonym trójkątnym szczytem. Zewnętrzna dekoracja bardzo uboga, mało wyszukane gzymsy; belki dachowe oraz szczyt zakończony smukłą, drewnianą sterczyną. Na parterze znajdują się trzy okna oraz drzwi, które zostały wybite przez powiększenie czwartego otworu okiennego. Na poddaszu znajdują się dwa kwadratowe okna oraz po bokach mniejsze dwa okrągłe okna z motywem gwiazdy Dawida. Z lewej strony do budynku przylega niższa przybudówka, nakryta tym samym dachem.